# Los Zapotes, Zitácuaro
Los Zapotes är en ort i Mexiko.   Den ligger i kommunen Zitácuaro och delstaten Michoacán de Ocampo, i den södra delen av landet, 130 km väster om huvudstaden Mexico City. Los Zapotes ligger 1 718 meter över havet och antalet invånare är 298.
Terrängen runt Los Zapotes är lite bergig. Runt Los Zapotes är det tätbefolkat, med 319 invånare per kvadratkilometer. Närmaste större samhälle är Heróica Zitácuaro, 10,0 km nordost om Los Zapotes. I omgivningarna runt Los Zapotes växer huvudsakligen savannskog.